# Outlook.com
Outlook.com, anteriormente Hotmail, é um serviço de e-mail pessoal gratuito oferecido pela Microsoft. Ele inclui uma interface webmail com funcionalidades de e-mail, calendário, contatos e gerenciamento de tarefas. O serviço também pode ser acessado por meio de clientes de e-mail utilizando os protocolos IMAP ou POP.
Fundado em 1996 por Sabeer Bhatia e Jack Smith com o nome de Hotmail, o serviço foi adquirido pela Microsoft em 1997 por aproximadamente 400 milhões de dólares. Após a aquisição, tornou-se parte da família de serviços online do MSN, sob a marca MSN Hotmail. Em maio de 2007, foi renomeado para Windows Live Hotmail, integrando o conjunto de produtos Windows Live. Em outubro de 2011, o nome retornou para Hotmail, sendo completamente substituído pelo Outlook.com em maio de 2013. O serviço passou a compartilhar a mesma marca do software Microsoft Outlook, oferecido como parte da assinatura do Microsoft 365 (anteriormente Microsoft Office).
O Outlook é oferecido com qualquer conta Microsoft, utilizando os domínios @outlook.com, @hotmail.com, @msn.com, além dos domínios @live.com e @passport.com. Os domínios @msn.com, @live.com e @passport.com, assim como vários outros domínios, não são mais oferecidos.
Para usuários do Brasil, é possível criar e-mails com os seguintes sufixos: @outlook.com, @outlook.com.br, @hotmail.com.br e @hotmail.com. Em Portugal, é possível criar com: @outlook.com, @outlook.pt e @hotmail.com

## História

### Lançamento do Hotmail

Logo do Hotmail usado de 1996 a 1998

O serviço Hotmail foi fundado por Sabeer Bhatia e Jack Smith e foi um dos primeiros serviços de webmail na Internet, com o RocketMail da Four11 (posteriormente Yahoo! Mail). Foi lançado comercialmente em 4 de julho de 1996, simbolizando a "liberdade" do e-mail baseado em provedores de Internet e a capacidade de acessar a caixa de entrada de qualquer lugar do mundo. O nome "Hotmail" foi escolhido entre várias possibilidades que terminavam em "-mail", pois incluía as letras HTML, a linguagem de marcação usada para criar páginas da web (para enfatizar isso, a grafia original era "HoTMaiL"). O limite de armazenamento gratuito era de 2 MB. Inicialmente, o Hotmail foi apoiado pela firma de capital de risco Draper Fisher Jurvetson. Em dezembro de 1997, o serviço reportava mais de 8,5 milhões de assinantes. O Hotmail operava inicialmente com o Solaris para serviços de e-mail e o Apache no FreeBSD para serviços web, antes de ser parcialmente convertido para produtos da Microsoft, utilizando o Windows Services for UNIX no processo de migração.

### MSN Hotmail

Primeiro logo do Hotmail após a aquisição da Microsoft

O Hotmail foi vendido para a Microsoft em dezembro de 1997 por um valor reportado de $400 milhões (~$705 milhões em 2023), e passou a integrar o grupo de serviços MSN. A venda foi precedida por um grande incidente em 1997, onde todos os e-mails foram perdidos para 25% das caixas de entrada. O Hotmail rapidamente ganhou popularidade à medida que foi localizado para diferentes mercados ao redor do mundo, tornando-se o maior serviço de webmail do mundo, com mais de 30 milhões de membros ativos reportados em fevereiro de 1999.
O Hotmail originalmente operava numa combinação dos sistemas operacionais FreeBSD e Solaris. Um projeto foi iniciado para migrar o Hotmail para o Windows 2000. Em junho de 2001, a Microsoft afirmou que a migração havia sido concluída; alguns dias depois, retiraram a declaração e admitiram que as funções de DNS do sistema Hotmail ainda dependiam do FreeBSD. Em 2002, o Hotmail ainda rodava a sua infraestrutura em servidores UNIX, com apenas o front-end migrado para o Windows 2000. O desenvolvimento posterior viu o serviço sendo vinculado ao sistema de autenticação da Microsoft, o Microsoft Passport (atualmente Microsoft account), e integrado aos programas de mensagens instantâneas e redes sociais da Microsoft, MSN Messenger e MSN Spaces (posteriormente Windows Live Messenger e Windows Live Spaces, respectivamente).

#### Problemas de segurança
Em 1999, hackers revelaram uma falha de segurança no Hotmail que permitia a qualquer pessoa fazer login em qualquer conta do Hotmail usando a senha 'eh'. Na época, isso foi chamado de "o incidente de segurança mais disseminado na história da Web". Em 2001, o serviço Hotmail foi novamente comprometido por hackers, que descobriram que qualquer pessoa poderia fazer login na sua conta do Hotmail e então acessar mensagens de qualquer outra conta do Hotmail criando uma URL com o nome de usuário da segunda conta e um número de mensagem válido. Foi um ataque tão simples que, quando o patch foi feito, dezenas de jornais e centenas de sites publicaram descrições detalhadas, permitindo que dezenas de milhares de hackers atacassem o Hotmail sem controle. A vulnerabilidade explorável expôs milhões de contas a manipulações entre os dias 7 e 31 de agosto de 2001.

### Windows Live Hotmail

Último logo do Hotmail, usado entre 2012 e 2013

Antigo logo do Windows Live Hotmail

O novo sistema de e-mail da Microsoft foi anunciado em 1.º de novembro de 2005, sob o codinome "Kahuna", e uma versão beta foi lançada para alguns milhares de testadores. Outros entusiastas de webmail que também queriam experimentar a versão beta podiam solicitar um convite para obter acesso. O novo serviço foi construído do zero e enfatizava três conceitos principais: ser "mais rápido, mais simples e mais seguro". Novas versões do serviço beta foram lançadas ao longo do período de desenvolvimento, e até o final de 2006 o número de testadores beta já havia atingido milhões.
A marca Hotmail estava prevista para ser descontinuada quando a Microsoft anunciou que o novo sistema de e-mail seria chamado Windows Live Mail. No entanto, os desenvolvedores recuaram rapidamente após os testadores beta ficarem confusos com a mudança de nome e preferirem o nome Hotmail, já bem conhecido. Como resultado, decidiram manter o nome Windows Live Hotmail. Após um período de testes beta, o serviço foi oficialmente lançado para novos e antigos usuários na Holanda em 9 de novembro de 2006, como um mercado piloto. O desenvolvimento da versão beta foi concluído em abril de 2007, e o Windows Live Hotmail foi lançado para novos registros em 7 de maio de 2007, quando os 260 milhões de contas do MSN Hotmail em todo o mundo tiveram acesso ao novo sistema. A interface antiga do MSN Hotmail estava acessível apenas para os usuários que se registraram antes da data de lançamento do Windows Live Hotmail e não optaram por atualizar para o novo serviço. O lançamento para todos os usuários existentes foi concluído em outubro de 2007.
O Windows Live Hotmail foi premiado com o prêmio Editor's Choice da PC Magazine em fevereiro de 2007, março de 2007, e fevereiro de 2011.
Em 2008, foi anunciado que o serviço seria atualizado com foco em melhorar a velocidade, aumentar o espaço de armazenamento, aprimorar a experiência do usuário e adicionar recursos de usabilidade, com a promessa de que a velocidade de login e acesso ao e-mail seria até 70% mais rápida. As versões clássica e completa do Windows Live Hotmail foram combinadas na nova versão. Como resultado do feedback dos usuários, o Hotmail foi atualizado para permitir o funcionamento do rolar da página para usuários que tivessem o painel de leitura desativado. Também se esperava que a equipe do Hotmail movesse os anúncios do topo da página para o lado, adicionasse mais temas, aumentasse o número de mensagens por página e implementasse a capacidade de enviar mensagens instantâneas diretamente da caixa de entrada do usuário nas futuras versões.
O suporte para o Firefox na versão atualizada do Windows Live Hotmail levou alguns meses para ser concluído. Em 2009, o suporte para o Google Chrome ainda estava incompleto, o que levou os desenvolvedores do Chrome a enviar temporariamente um navegador que utilizava a falsificação do agente de usuário ao fazer requisições para o site do Windows Live.
Como parte da atualização, a Microsoft também adicionou a capacidade integrada de mensagens instantâneas com contatos no serviço Windows Live Messenger. A funcionalidade foi a realização de um projeto que começou como "Windows Live Web Messenger" em 2007, um substituto para o desatualizado serviço "MSN Web Messenger", que foi introduzido pela primeira vez em agosto de 2004. Foi observado que o "Windows Live Web Messenger" original apresentava conversas em abas em um "espaço de conversa", no entanto, desde a sua integração com o Hotmail, esse recurso foi removido.
O mecanismo de busca da Microsoft, Bing, foi integrado ao Hotmail em 2009 com a introdução de um recurso chamado "Quick Add", permitindo que os usuários adicionassem resultados de pesquisa do Bing aos e-mails. Isso incluía imagens, mapas e listagens de empresas.
Em 18 de maio de 2010, a Microsoft anunciou a atualização "Wave 4" do Hotmail, que trouxe recursos como filtros de 1 clique, visualizações ativas, organização de inbox e 10 GB de espaço para fotos, documentos do Microsoft Office e anexos. A atualização também incluiu integração com o Windows Live SkyDrive e o Windows Live Office, uma versão gratuita do pacote de aplicativos da Microsoft Office Web Apps. A nova versão começou a ser lançada gradualmente para todos os usuários do Hotmail em 15 de junho de 2010 e foi completamente implementada em 3 de agosto de 2010. O suporte ao Exchange ActiveSync foi habilitado para todos os usuários do Hotmail em 30 de agosto de 2010, permitindo que os usuários sincronizassem o seu e-mail, contatos, calendário e tarefas com os seus dispositivos móveis compatíveis com o protocolo. A adição do SSL para sessões completas foi lançada em 9 de novembro de 2010.
Ao longo de 2011, a Microsoft adicionou várias novas funcionalidades ao Hotmail, como aliases e melhorias de velocidade. Em outubro de 2011, a Microsoft revelou um "Hotmail reinventado" e adicionou muitos novos recursos, como Ações Instantâneas, Limpeza Programada e Categorias. Essa atualização começou a ser completamente implantada em 9 de novembro de 2011. Além disso, a atualização também fez com que o SSL fosse ativado por padrão em todas as contas.

### Transição para o Outlook.com

Logo de lançamento do Outlook.com, usado até 2019

O Outlook.com foi lançado pela primeira vez em 31 de julho de 2012, quando a sua versão beta foi disponibilizada ao público geral. Os clientes do Hotmail existentes podiam atualizar gratuitamente para a versão de pré-visualização do Outlook.com e retornar para a versão anterior, se desejassem.
O Outlook.com saiu da fase de pré-visualização em 18 de fevereiro de 2013. Segundo a Microsoft, a atualização foi implantada em 3 de abril de 2013; os usuários mantiveram as suas contas do Hotmail e receberam a opção de ter um endereço de e-mail @outlook.com. Em maio de 2013, a atualização foi concluída e o Outlook.com tinha 400 milhões de usuários ativos. Em maio de 2014, o Outlook.com continuava a ter 400 milhões de usuários ativos.

#### Transição para nova infraestrutura

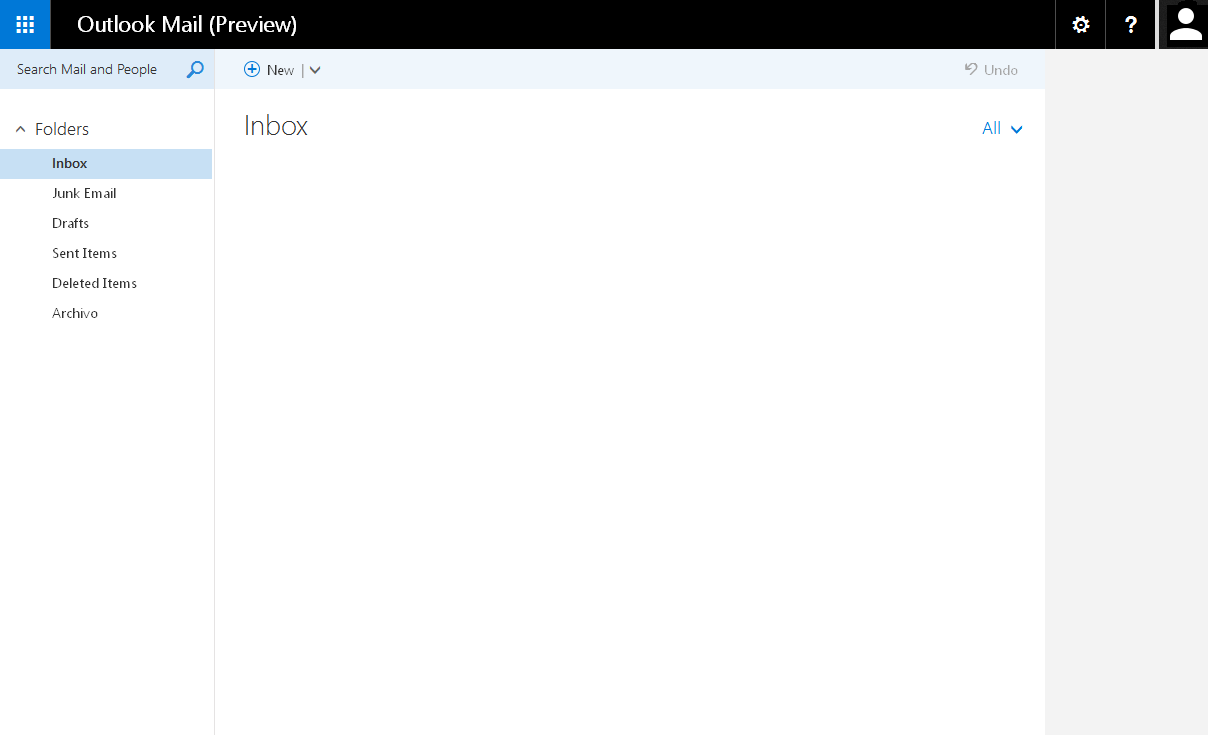
Screenshot da caixa de entrada do Outlook.com (Preview) em 2015

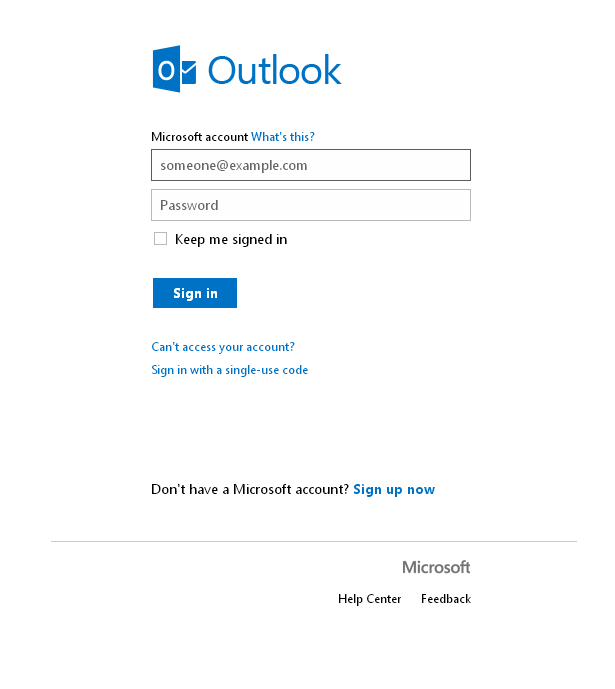
Login do Outlook.com em 2014

Em maio de 2015, a Microsoft anunciou que moveria o serviço para uma infraestrutura baseada no Office 365. Isso foi seguido em junho de 2015 pela introdução, por meio de uma pré-visualização opt-in, de novos recursos, incluindo novas opções de layout de calendário, um serviço de filtragem chamado "Clutter" e novos designs de temas. A Microsoft também introduziu a capacidade de fornecedores terceiros, como PayPal e Evernote, incluírem complementos no serviço. Além disso, sugestões de contatos e atualizações de e-mails, como reservas de voos, passaram a ser introduzidas nas contas de assinantes do Office 365 e nos usuários do Outlook.com a partir de janeiro e março de 2016, respectivamente.
Com a atualização, os usuários não podiam mais usar o cliente Windows Live Mail 2012 para sincronizar os seus e-mails, contatos e eventos de calendário usando as configurações oficiais; eles foram incentivados a acessar o Outlook.com por meio de um navegador da web, pelo aplicativo Mail ou pelo cliente Microsoft Outlook. No entanto, o Windows Live Mail poderia ser configurado para usar o protocolo IMAP (ou o menos eficaz POP3) apenas para buscar e-mails. A Microsoft concluiu essa fase de pré-visualização em fevereiro de 2016, quando começou a liberar a nova versão para as contas dos usuários, começando pela América do Norte.

#### Redesignde 2017
Em 8 de agosto de 2017, a Microsoft lançou um novo recurso beta opt-in, permitindo que os usuários testassem mudanças futuras no Outlook.com Mail, incluindo uma caixa de entrada mais rápida, um design responsivo e a capacidade de buscar emojis. Também foi introduzido o Photos Hub, o quinto componente do Outlook.com.
Em 30 de outubro de 2017, a Microsoft anunciou que descontinuaria o serviço de assinatura "Outlook.com Premium", que oferecia recursos como armazenamento expandido e remoção de anúncios da interface do usuário. Esses benefícios passaram a ser disponibilizados aos assinantes do Office 365, e a Microsoft não aceitaria mais novas assinaturas para o Outlook.com Premium. Os assinantes existentes do Outlook.com Premium poderiam continuar a renovar a suas assinaturas atuais.

## Características

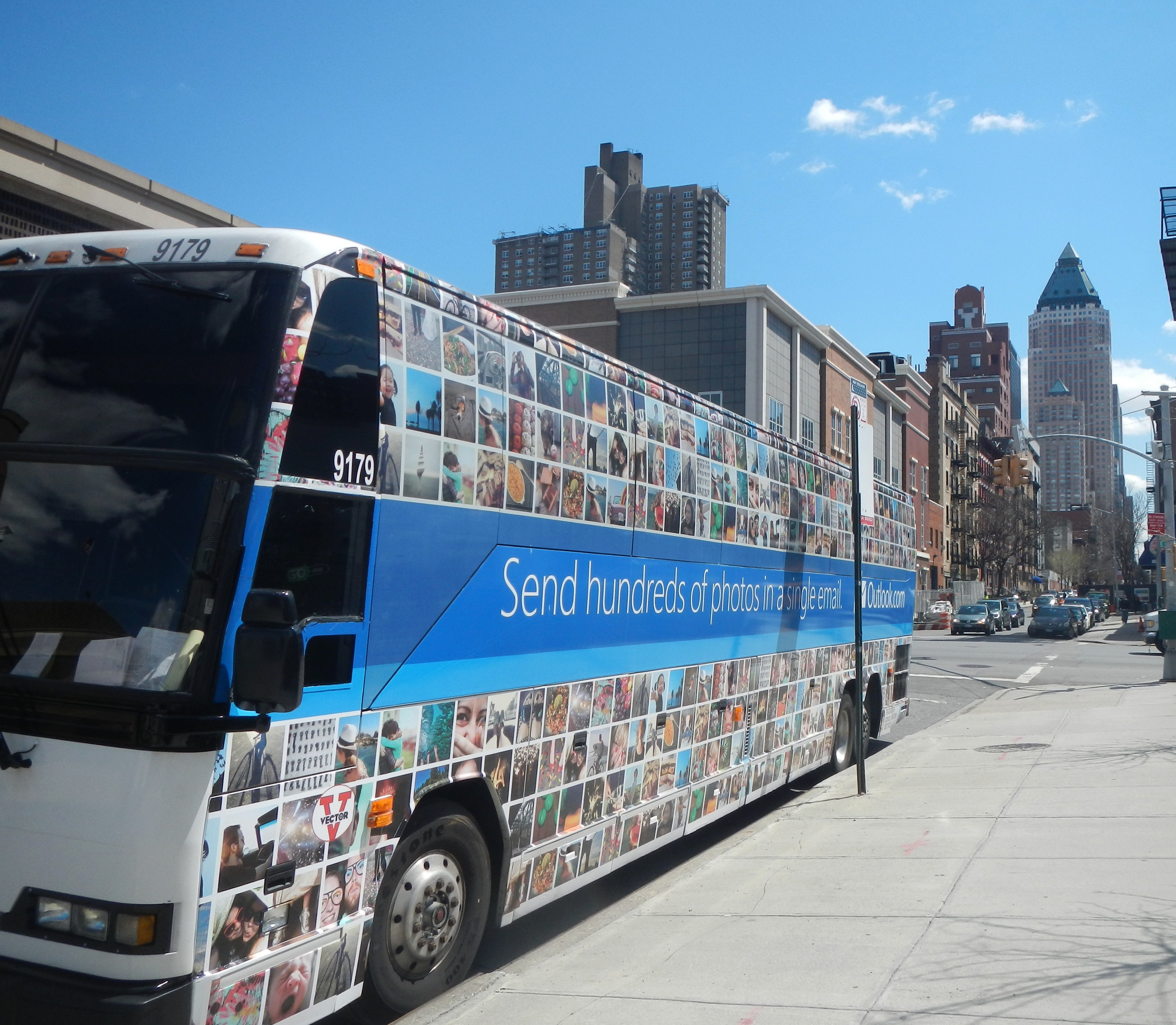
Anúncio do Outlook.com na lateral de um ônibus

Semelhante a outros grandes serviços de webmail, o Outlook.com utiliza técnicas de programação Ajax e oferece suporte às versões mais recentes do Internet Explorer, Firefox, Safari e Google Chrome. Alguns dos seus recursos incluem controles de teclado, permitindo navegar pela página sem usar o mouse, capacidade de pesquisar nas mensagens do usuário, incluindo sintaxe de consulta estruturada, como "from:ebay", filtros de mensagens, organização de mensagens em pastas, autocompletar endereços de contato ao compor, agrupamento de contatos, importação e exportação de contatos como arquivos CSV, RTF, assinaturas de texto rico, filtragem de spam e verificação de vírus, suporte para múltiplos endereços e diferentes versões de idioma.
Um exemplo de um recurso que não está mais presente é a capacidade de criar nomes de domínios personalizados.

### Segurança e privacidade
O Outlook.com prometeu respeitar a privacidade dos usuários, com foco específico nas práticas de privacidade do Gmail. O Outlook.com não escaneia e-mails ou anexos para fins de publicidade e as conversas pessoais são totalmente livres de anúncios.
Em março de 2014, quando o ex-funcionário da Microsoft Alex Kibkalo foi preso por seu envolvimento no vazamento de segredos comerciais da Microsoft em 2012, a empresa foi criticada por acessar a caixa de entrada do e-mail do seu cúmplice francês. Críticos alegaram que essas ações violavam as leis de privacidade e as promessas da Microsoft sobre a proteção das informações pessoais dos usuários, enquanto outros destacaram que tal acesso é permitido pelas políticas de privacidade da Microsoft para "proteger os direitos ou a propriedade da Microsoft", argumentando que foi necessário para impedir um crime que poderia causar bilhões de dólares em danos, e que essa ação por parte da Microsoft era sem precedentes em 18 anos. Em resposta às críticas, a Microsoft anunciou que não acessaria mais informações privadas das contas em casos semelhantes, preferindo entregar a investigação para as autoridades policiais.
O Outlook.com utiliza as especificações DMARC para oferecer maior segurança na transmissão de mensagens e um Certificado de Validação Estendida (EV) para garantir a conexão segura com o serviço. Em 17 de abril de 2013, a Microsoft adicionou a verificação em duas etapas às contas da Microsoft, estendendo essa funcionalidade também ao Outlook.com.
O Outlook também permite o uso de um código de uso único em vez da senha do usuário ao fazer login numa conta da Microsoft. Cada código pode ser utilizado apenas uma vez, mas pode ser solicitado sempre que necessário. Se o usuário estiver fazendo login num computador público—como na biblioteca ou na escola—usar um código de uso único ajuda a manter as informações da conta seguras. O código de uso único é enviado ao usuário quando solicitado durante o login.

### Integração do Office para aweb
O Outlook.com integra-se com o Office para a web, permitindo a visualização e edição de documentos do Microsoft Word, Excel e PowerPoint que estão anexados às mensagens de email. Os usuários podem abrir diretamente os documentos do Office anexados no navegador web e salvá-los no OneDrive. Também é possível editar qualquer documento do Office recebido e responder diretamente ao remetente com a versão editada do documento. Além disso, os usuários podem enviar até 25 GB de documentos do Office (com até 50 MB cada) utilizando o Outlook.com, fazendo o upload desses documentos no OneDrive e compartilhando-os com outros usuários para visualização ou colaboração. Os usuários também podem salvar emails no OneNote.

### Integração com Skype
Uma versão de pré-visualização do Skype para o Outlook.com começou a ser disponibilizada no Reino Unido em 30 de abril de 2013. Esse recurso permite que os usuários façam chamadas de vídeo pelo Skype dentro do Outlook.com, sem a necessidade de usar o cliente desktop do Skype.

### Alias
Os usuários podem criar endereços de e-mail adicionais e exclusivos, chamados de aliases, para suas contas Microsoft. A partir de 17 de abril de 2013, os usuários podem fazer login com qualquer alias e criar até 10 aliases por ano, totalizando até 10 endereços. Para uma conta específica, todos os aliases usam a mesma caixa de entrada, lista de contatos e configurações da conta — incluindo a senha — do endereço principal. Após configurar um alias, os usuários podem escolher se todos os e-mails enviados para esse endereço vão para a caixa de entrada ou para uma pasta diferente. Os e-mails enviados de um alias não revelam aos destinatários que eles provêm de uma conta com outros endereços.

### Atalhos de teclado
A versão gratuita do Hotmail.com fornece uma lista de quase 50 atalhos de teclado para usuários com deficiência visual ou outras deficiências.

## Componentes

### Mail
O Mail é o componente de webmail do Outlook.com. A visualização padrão é de três colunas, com pastas e grupos à esquerda, uma lista de mensagens de email no meio e a mensagem selecionada à direita.
O Active View do Mail permite que os usuários interajam diretamente com o conteúdo e as funcionalidades dentro da mensagem de e-mail. Por exemplo, quaisquer anexos de fotos podem ser visualizados diretamente usando a Visualização Ativa. Além disso, o Mail oferece uma plataforma de parceiros que permite que conteúdos e funcionalidades de vários sites e serviços, como YouTube, Flickr, LinkedIn e o Serviço Postal dos Estados Unidos, sejam visualizados diretamente na mensagem de e-mail. Por exemplo, os usuários podem assistir ao vídeo do YouTube dentro do Mail quando recebem um e-mail contendo um link para o vídeo. Outros recursos da Visualização Ativa incluem o acompanhamento do status de envio em tempo real do Serviço Postal dos Estados Unidos e a realização de ações em redes sociais, como LinkedIn ou outros sites de redes sociais, diretamente dentro da mensagem de e-mail.
O Mail oferece uma "vassoura virtual" que permite aos usuários excluir ou mover grandes quantidades de e-mails para pastas específicas com base nas informações do remetente. Após realizar uma "varredura", o usuário pode escolher configurar o Mail para lembrar as configurações da varredura e realizar as mesmas ações de mover ou excluir para futuros e-mails. Os usuários também podem configurar regras personalizadas para mensagens com base nas informações do remetente ou destinatário, no assunto do e-mail ou nos anexos. Há também uma opção para excluir/mover mensagens que sejam mais antigas do que um número especificado de dias ou para manter apenas a mensagem mais recente de um remetente.
As visualizações rápidas permitem que os usuários filtrem todos os e-mails (em todas as pastas) por anexos de documentos, anexos de fotos, mensagens sinalizadas ou atualizações de envio. Os filtros de um clique permitem que os usuários filtrem a caixa de entrada (ou pasta específica) com base em se a mensagem de e-mail está não lida, se é da lista de contatos do serviço Pessoas, de listas de e-mails de grupos ou de um site de rede social (como o LinkedIn). As categorias aparecem sob as visualizações rápidas para facilitar o acesso.

### Calender
O aplicativo web de gerenciamento de tempo do Outlook foi lançado pela primeira vez em 14 de janeiro de 2008, como Windows Live Calendar, e foi atualizado para a versão "Wave 4" em 7 de junho de 2010. Ele foi atualizado com o design Metro da Microsoft em um lançamento gradual para os usuários a partir de 2 de abril de 2013.
O Calendar possui uma interface semelhante a aplicativos de calendário de desktop, como o Windows Calendar, e suporta arquivos iCalendar para que os usuários possam importar entradas de calendário para seus calendários. Ele usa a tecnologia Ajax, permitindo que os usuários visualizem, adicionem e arrastem eventos de calendário de uma data para outra sem recarregar a página, e oferece modos de visualização diário, semanal, mensal e de agenda. Também possui uma função de lista de tarefas para que os usuários possam acompanhar as tarefas a serem concluídas.
Os eventos do calendário são armazenados online e podem ser visualizados de qualquer local. Vários calendários podem ser criados e compartilhados, permitindo diferentes níveis de permissões para cada usuário.

### Pessoas
O serviço de gerenciamento de contatos do Outlook foi originalmente conhecido como Windows Live Contacts e, antes disso, Windows Live People. Ele oferece aos usuários acesso aos perfis e informações dos seus contatos, permitindo que compartilhem diferentes informações com diferentes grupos de pessoas. Além de um catálogo de endereços, o People também oferece serviços integrados com redes sociais, como Facebook e Twitter. O serviço foi rebatizado com seu nome atual em 2012, apresentando uma nova interface baseada na linguagem de design Metro, que já havia sido introduzida com o Outlook.com.
Os contatos são atualizados automaticamente em tempo real, e o serviço permite a remoção de entradas duplicadas de contatos quando importados com o Perfil. Os usuários também podem definir limites sobre quais partes dos seus detalhes de contato podem ser visualizadas por outros.

### To Do
O To Do é um componente de gerenciamento de tarefas do Outlook.com introduzido durante a transição para a infraestrutura baseada no Office 365.